# Екзистенційний нігілізм
Екзистенціа́льний нігілі́зм — це філософська теорія, за якою життя не має внутрішнього значення та цінності. Що стосується Всесвіту, екзистенційний нігілізм говорить про те, що окрема людина чи навіть весь людський вид незначний, без мети та навряд чи якось змінить чи вплине на саму глобальність  існування. Згідно з теорією, кожен індивід є ізольованою істотою, народженою у Всесвіті, позбавленій знання «чому». Притаманна безглуздість життя значною мірою досліджується у філософській школі екзистенціалізму, де потенційно можна створити власне суб'єктивне «значення» чи «мету». З усіх видів нігілізму екзистенційний нігілізм отримав найбільшу літературно-філософську увагу.

## Сенс життя
Ідея про те, що сенс і значення є безпідставними є формою нігілізму, і екзистенціальна відповідь на цю ідею зазначає, що значення не є "справою споглядальної теорії", а натомість "наслідком залученості та прихильності".
Екзистенційні нігілісти стверджують, що треба чесно зіткнутися з абсурдом існування, що кожен зрештою помре, і що і релігія, і метафізика є просто результатом страху перед смертю. 
За словами Дональда А. Кросбі, "немає виправдання для життя, але також немає причини, щоб не жити. Ті, хто претендує на пошук сенсу в своєму житті, або нечесні, або облудні. В будь-якому випадку вони не стикаються з суворою реальністю людських ситуацій ".

## Історія
Екзистенціальний нігілізм був частиною західної інтелектуальної традиції з часів киренаїків, таких як Гегесій. У епоху Відродження Вільям Шекспір красномовно узагальнив перспективу екзистенціального нігілізму через мислення Макбета наприкінці однойменної п'єси. Артур Шопенгауер, Серен К'єркегор та Фрідріх Ніцше ще більше розвинули ці ідеї, і Ніцше, зокрема, став головною фігурою екзистенційного нігілізму.
Атеїстичний екзистенціалістський рух поширився у Франції 1940-х років. «Буття і небуття» Жана-Поля Сартра та «Міф про Сізіфа» Альбера Камю розбирали цю тему. Камю у цій тематиці написав такі твори, як "Незнайомець", "Калігула", "Чума", "Падіння" та "Повстанець". Серед інших фігур - Мартін Хайдеггер та Жак Дерріда. Крім того твір  Ернеста Беккера «Заперечення смерті», що здобув Пулітцерівську премію — це сукупність думок про екзистенційний нігілізм.
|              | Поширена ідея в літературі екзистенціалістів — це впоратися з емоційною тугою, що виникає в результаті нашого протистояння небуттю, і вони витратили велику енергію, відповідаючи на питання, чи можна вижити. Їх відповідь була кваліфікованим "Так", виступаючи за формулу пристрасної відданості та безстрашного стоїцизму. |
| — Алан Пратт | |